# Walk It Talk It
Walk It Talk It – песня американского хип-хоп-трио Migos, записанная при участии канадского певца Дрейка. Сингл был выпущен 18 марта 2018 года на лейблах Quality Control, Motown и Capitol, включён в состав альбома Culture II. После релиза, песня дебютировала на 18 месте и максимально достигла 10 места в Billboard Hot 100. Продюсеры трека – OG Parker и Deko.

## Видеоклип
Видеоклип, срежиссированный Daps и Quavo, вышел 18 марта 2018 года. В клипе присутствуют гостевые участия от Jamie Foxx и Lil Yachty. В интервью сайту Genius было сказано, что весь видеоклип был записан на кассеты Betamax, это и есть причина, почему самое высокое качество на YouTube – 480p.

## Чарты
| Чарт (2018)                                | Высшая позиция |
| ------------------------------------------ | -------------- |
| Бельгия/Фландрия (Ultratip Bubbling Under) | 10             |
| Бельгия/Валлония (Ultratip Bubbling Under) | 13             |
| Канада (Billboard Canadian Hot 100)        | 14             |
| Чехия (Singles Digitál Top 100)            | 63             |
| Франция (SNEP)                             | 81             |
| Германия (GfK)                             | 94             |
| Венгрия (Stream Top 40)                    | 37             |
| Нидерланды (Single Top 100)                | 93             |
| Новая Зеландия (Recorded Music NZ)         | 36             |
| Португалия (AFP)                           | 35             |
| Словакия (Singles Digitál Top 100)         | 38             |
| Швеция (Sverigetopplistan)                 | 66             |
| Швейцария (Schweizer Hitparade)            | 41             |
| Великобритания (OCC UK Singles)            | 31             |
| США (Billboard Hot 100)                    | 10             |
| США (Billboard Hot R&B/Hip-Hop Songs)      | 7              |
| США (Billboard Rhythmic)                   | 5              |

| Чарт (2018)                           | Позиция |
| ------------------------------------- | ------- |
| Канада (Canadian Hot 100)             | 52      |
| Португалия (AFP)                      | 109     |
| США Billboard Hot 100                 | 43      |
| США Hot R&B/Hip-Hop Songs (Billboard) | 22      |
| США Rhythmic (Billboard)              | 36      |

| Чарт (2019)      | Позиция |
| ---------------- | ------- |
| Португалия (AFP) | 452     |

## Сертификации
| Регион                                                                      | Сертификация  | Продажи   |
| --------------------------------------------------------------------------- | ------------- | --------- |
| Бразилия (ABPD)                                                             | Золотой       | 20,000    |
| Канада (Music Canada)                                                       | 2× Платиновый | 160 000   |
| Франция (SNEP)                                                              | Золотой       | 100 000   |
| Италия (FIMI)                                                               | Золотой       | 25 000    |
| Мексика (AMPROFON)                                                          | Золотой       | 30 000    |
| Великобритания (BPI)                                                        | Золотой       | 400 000   |
| США (RIAA)                                                                  | 2× Платиновый | 2 000 000 |
| Данные о продажах + прослушиваниях приведены только на основе сертификации. |               |           |